# オーデュボン郡 (アイオワ州)
オーデュボン郡（英: Audubon County）は、アメリカ合衆国アイオワ州の西部に位置する郡である。2010年国勢調査での人口は6,119人であり、2000年の6,830人から10.4％減少した。郡庁所在地オーデュボン市（人口2,176人）は郡内で最も人口が多い都市でもある。

## 歴史
オーデュボン郡は1851年1月15日に、ポタワタミー郡から分離して設立された。名称は著名な野生生物画の画家で鳥類学者、ジョン・ジェームズ・オーデュボン（1785年 - 1851年）にちなんで名付けられたが、当人は設立の年に亡くなっている。現在の郡庁舎は1940年に開設されたものである。

## 地理
アメリカ合衆国国勢調査局に拠れば、郡域全面積は443.58平方マイル (1,148.9 km2)であり、このうち陸地面積443.13平方マイル (1,147.7 km2) に対し水域は0.44平方マイル (1.1 km2)、水域率は0.10％である。

### 主要高規格道路
- アメリカ国道71号線
- アイオワ州道44号線
- アイオワ州道173号線

### 隣接する郡
- キャロル郡 - 北
- ガスリー郡 - 東
- カス郡 - 南
- シェルビー郡 - 西

## 人口動態

### 2010年国勢調査
以下は2010年国勢調査による人口統計データである。
基礎データ
- 人口: 6,119人
- 人口密度: 5人/km2（14人/mi2）
- 住居数: 2,972軒
- 使用住居: 2,617軒[6]

### 2000年国勢調査

2000人口ピラミッド

以下は2000年国勢調査による人口統計データである。
| 基礎データ - 人口: 6,830人 - 世帯数: 2,773 世帯 - 家族数: 1,927 家族 - 人口密度: 6人/km2（15人/mi2） - 住居数: 2,995軒 - 住居密度: 3軒/km2（7軒/mi2） 人種別人口構成 - 白人: 99.17% - アフリカン・アメリカン: 0.15% - ネイティブ・アメリカン: 0.09% - アジア人: 0.19% - その他の人種: 0.03% - 混血: 0.38% - ヒスパニック・ラテン系: 0.48% 年齢別人口構成 - 18歳未満: 25.9% - 18-24歳: 5.0% - 25-44歳: 22.7% - 45-64歳: 22.9% - 65歳以上: 23.5% - 年齢の中央値: 42歳 - 性比（女性100人あたり男性の人口） - 総人口: 92.0 - 18歳以上: 89.1 | 世帯と家族（対世帯数） - 18歳未満の子供がいる: 30.1% - 結婚・同居している夫婦: 61.4% - 未婚・離婚・死別女性が世帯主: 5.6% - 非家族世帯: 30.5% - 単身世帯: 28.2% - 65歳以上の独居老人: 16.7% - 平均構成人数 - 世帯: 2.40人 - 家族: 2.94人 年収と家計 - 年収の中央値 - 世帯: 3万2215米ドル - 家族: 3万7288米ドル - 性別 - 男性: 2万8090米ドル - 女性: 1万7528米ドル - 人口1人あたり年収: 1万7489米ドル - 貧困線以下 - 対人口: 7.7% - 対家族数: 6.7% - 18歳未満: 8.2% - 65歳以上: 7.8% |

## 都市と町
| - オーデュボン - 郡庁所在地 - ブレイトン | - エクシラ - グレイ | - キンボールトン |

### 郡区
オーデュボン郡は12の郡区に分割されている。
| - オーデュボン郡区 - キャメロン郡区 - ダグラス郡区 - エクシラ郡区 | - グリーリー郡区 - ハムリン郡区 - リロイ郡区 - リンカーン郡区 | - メルヴィル郡区 - オークフィールド郡区 - シャロン郡区 - ヴィオラ郡区 |